# Николаїти
Николаїти (дав.-гр. Νικολαΐτης) — єретична течія в ранньому християнстві. Секта I століття. Згадується в Одкровенні Івана Богослова, де віддається похвала Ефеській церкві за ненависть до «справ николаїтів» (Об 2, 6), засуджує Пергамську церкву за те, що в ній ховаються ті , що «тримаються науки Николаїтів», і описує їх як прихильників вчення Валаама (Об. 2, 14–15, порівн. Числ 31, 16; 25, 1–2; 2 Петро 2, 15; Юд 11). Існують гіпотези, що николаїти вели аморальний спосіб життя, перекручуючи вчення ап. Павла про свободу (1 Кор 10, 23); проте, можливо, що «блуд» николаїтів — метафоричне позначення їх невірності істинному Богу.

## Згадка в Новому Завіті
У Новому Завіті, в книзі Одкровення, Ісус Христос, звертаючись до церков (Об 1:1), розташованих в Азії (на території сучасної Туреччини), викриває Пергамську церкву, вказуючи на вчення Николаїтів, якого дотримуються деякі з її членів:
| « | Так і у тебе є тримаються вчення Николаїтів, яке Я ненавиджу. (Об'явл. 2:15) | » |

Друга пряма згадка про Николаїтів знаходиться в цій же главі, звернена до Ефеської церкви:
| « | Втім, те в тобі добре, що ти ненавидиш справи Николаїтів, яких і Я ненавиджу. (Об'явл. 2:6) | » |

Немає достатніх підстав пов'язувати николаїтів з Миколою з Антіохії (Дії 6:5), одним з семи Єрусалимських дияконів, як це робили Іриней Ліонський (Проти єресей, 1, 26, 3; 3, 11, 1) і деякі інші ранньохристиянські письменники. Климент Олександрійський вказує, що слова Миколи Антіохійського були неправильно витлумачені николаїтами, що апелювали до його авторитету.
У XI ст. термін «Николаїти» придбав нового сенсу: прихильники  Григоріанської реформи, що передбачала обов'язковий целібат духовенства, називали николаїтами одружених священиків. Кардинал Гумберт Сільва-Кандідскій звинувачував в «николаїтській єресі» також одружене грец. духовенство.

## Трактування
Іриней Ліонський («Проти єресей», 1, 26, § 3), Єпіфаній Кіпрський («Панарий», «Κατὰ Νικολαϊτῶν ε', τῆς δὲ ἀκολουθίας κε'»), Іполит («Философумены», VII, 36) і Євсевій Кесарійський («Церковна історія», III, 29) називають це вчення єрессю і сектою. При цьому Євсевій по суті сам нічого нового не додає, а лише цитує «Стромати» Климента Александрійського (Книги 2-а і 3-я).

## Інші николаїти
- Під цим ім'ям відома також невелика секта в Чехії, заснована селянином містечка Власеник, на ім'я Микола, близько 1417 року. Вона вчила, що церква втратила свій нормальний вигляд, і, крім Біблії, допускала інше божественне одкровення, що отримується безпосередньо окремими особами з її середовища. Існувала в XVII ст. В 1676 р, видала своє «Сповідання віри».
- Про николаїтів в Голландії та Англії див. фамілісти.
- Імператор Генріх IV з салічної династії був у секті николаїтів. Хоча культ що відправлявся вважався таємним, про служіння «чорних мес» знали багато, причому шоку це у західноєвропейців не викликало. Саме імператор Генріх  уклав союз із дочкою київського князя Всеволода Ярославича — Євпраксією Всеволодівною (імператриця Адельгейда), надіючись на військову та фінансову допомогу у політичних рішеннях першого. Цей шлюб не підтримав митрополит Іоанн, що, можливо, було причиною байдужості Всеволода до нового зятя. Євпраксія Всеволодівна не витримала жорстокості та аморальності чоловіка і постала протягом 1094–1095 рр. перед католицькими церковними соборами, звинувативши чоловіка в участі у николаїтських оргіях та інших аморальних вчинках. Євпраксію було прощено, а Генріху IV оголошено анахтему.[4][неавторитетне джерело].